# 大阪中之島美術館
大阪中之島美術館（おおさかなかのしまびじゅつかん）は、大阪市北区中之島四丁目にある美術館。19世紀後半から21世紀の現代までの近代美術・現代美術を収集・保管・展示する。

## コレクション・活動
大阪市は、大阪市立美術館にある古代美術・東洋美術コレクションのほかに、19世紀以降の近代美術・現代美術のコレクションも形成している。
収集方針は以下のとおり定められており、それに沿ったコレクション形成がなされている。
- 佐伯祐三を中心とする近代美術の作品と資料
  - エコール・ド・パリの作家など
- 大阪と関わりのある近代・現代美術の作品と資料
  - 日本画の北野恒富・島成園、写真の安井仲治、現代美術の吉原治良や具体美術協会の作家など
- 近代・現代美術の代表的作品と資料
  - アメデオ・モディリアーニやコンスタンティン・ブランクーシ、ゲルハルト・リヒターなど
- 大阪と関わりのある近代・現代デザインの作品と資料
  - 早川良雄の作品や資料など
- 近代・現代デザインの代表的作品と資料
  - アーツ・アンド・クラフツ運動、アール・ヌーヴォー、ウィーン工房、デ・ステイル、バウハウス、アルヴァ・アールトの作品など。ここには閉館したサントリーミュージアム天保山が所蔵していたアンリ・ド・トゥールーズ＝ロートレックやアルフォンス・ミュシャなどを含むサントリーポスターコレクションも含まれる。

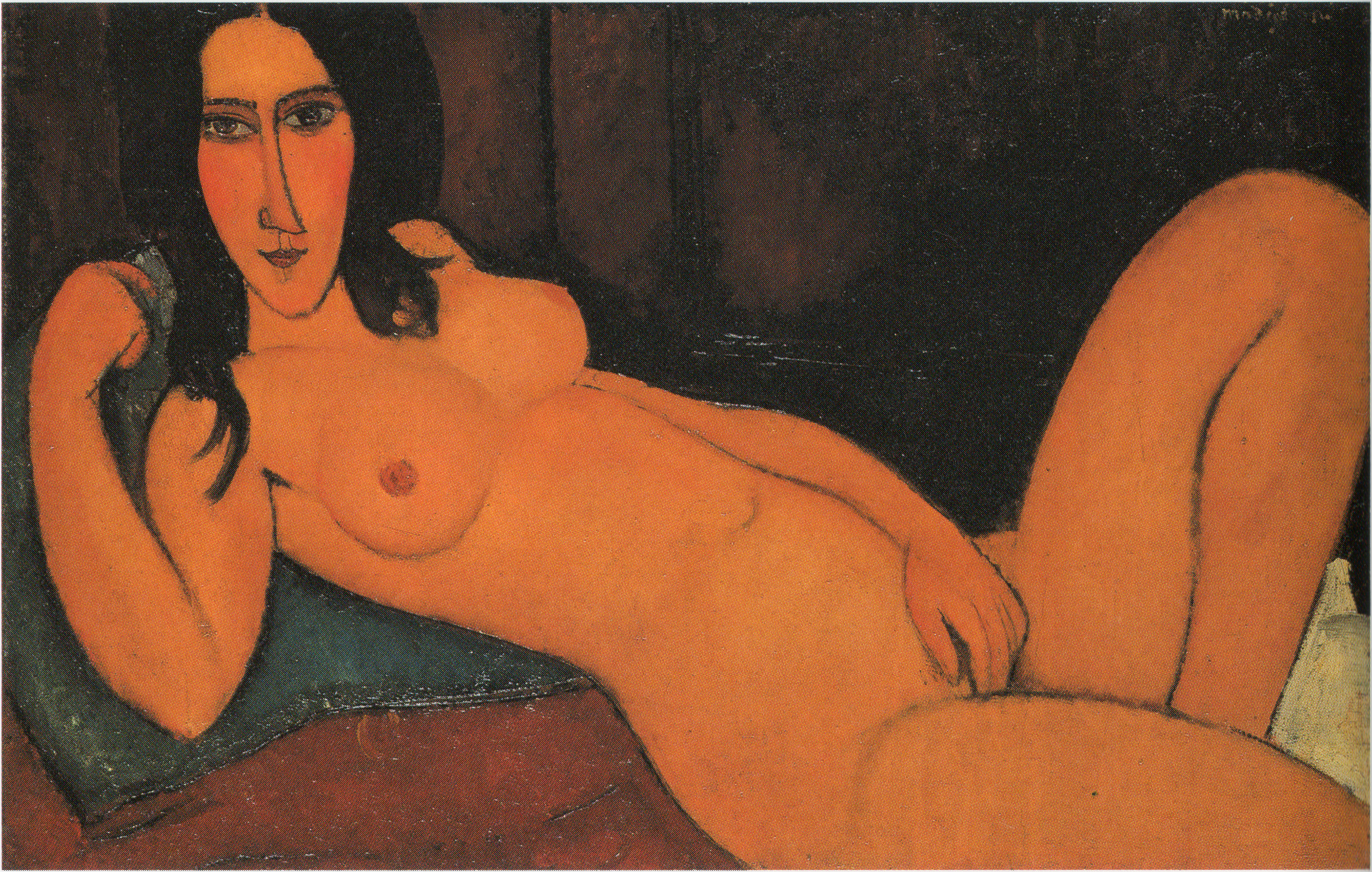
アメデオ・モディリアーニ 『髪をほどいた横たわる裸婦』（1917年）
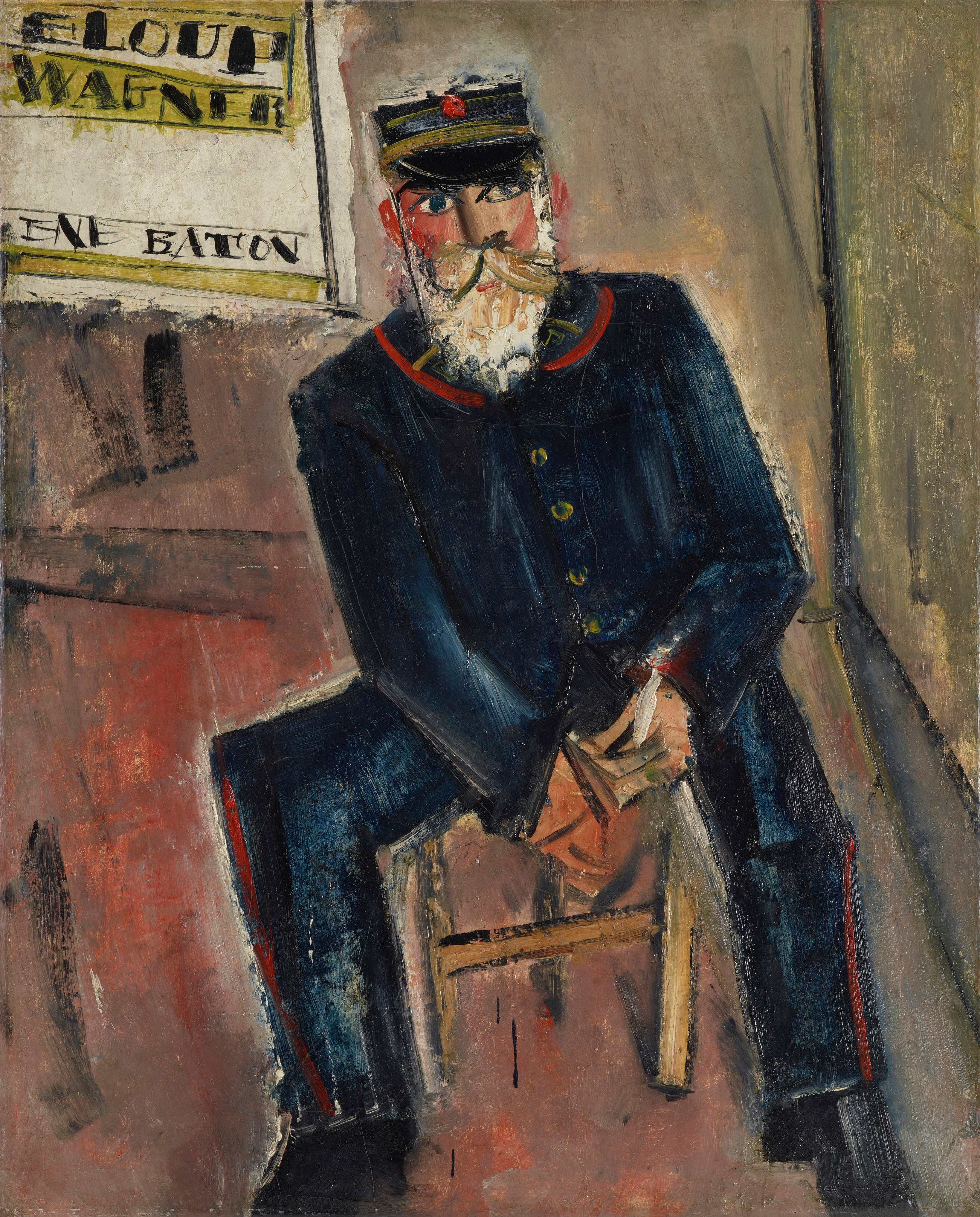
佐伯祐三 『郵便配達夫』（1928年）
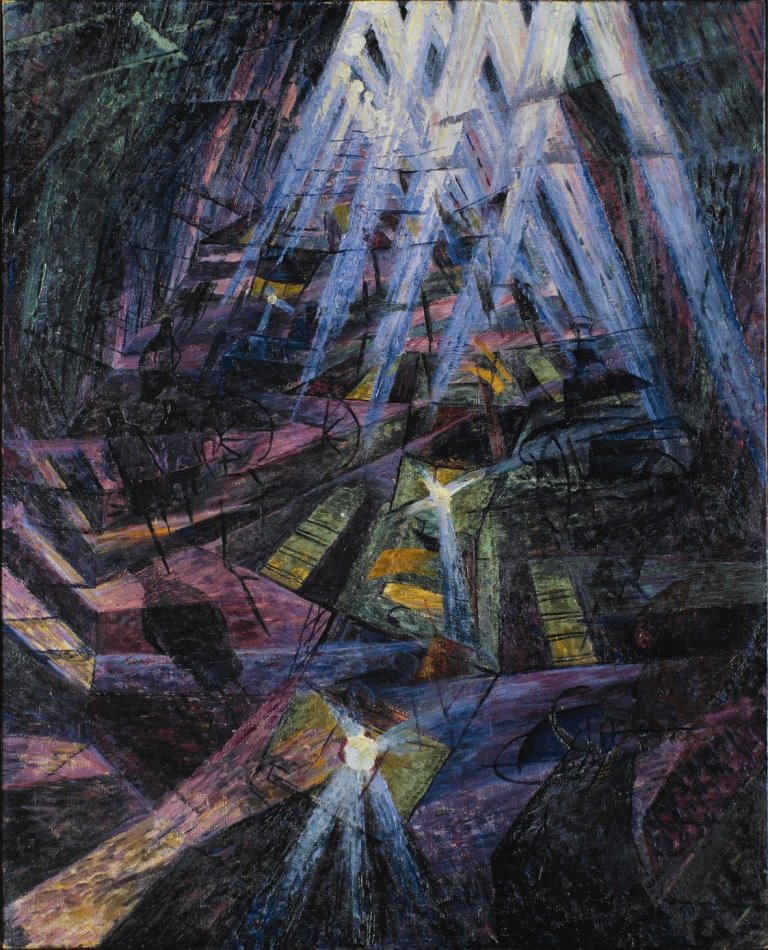
ウンベルト・ボッチョーニ 『街路の力』（1911年）
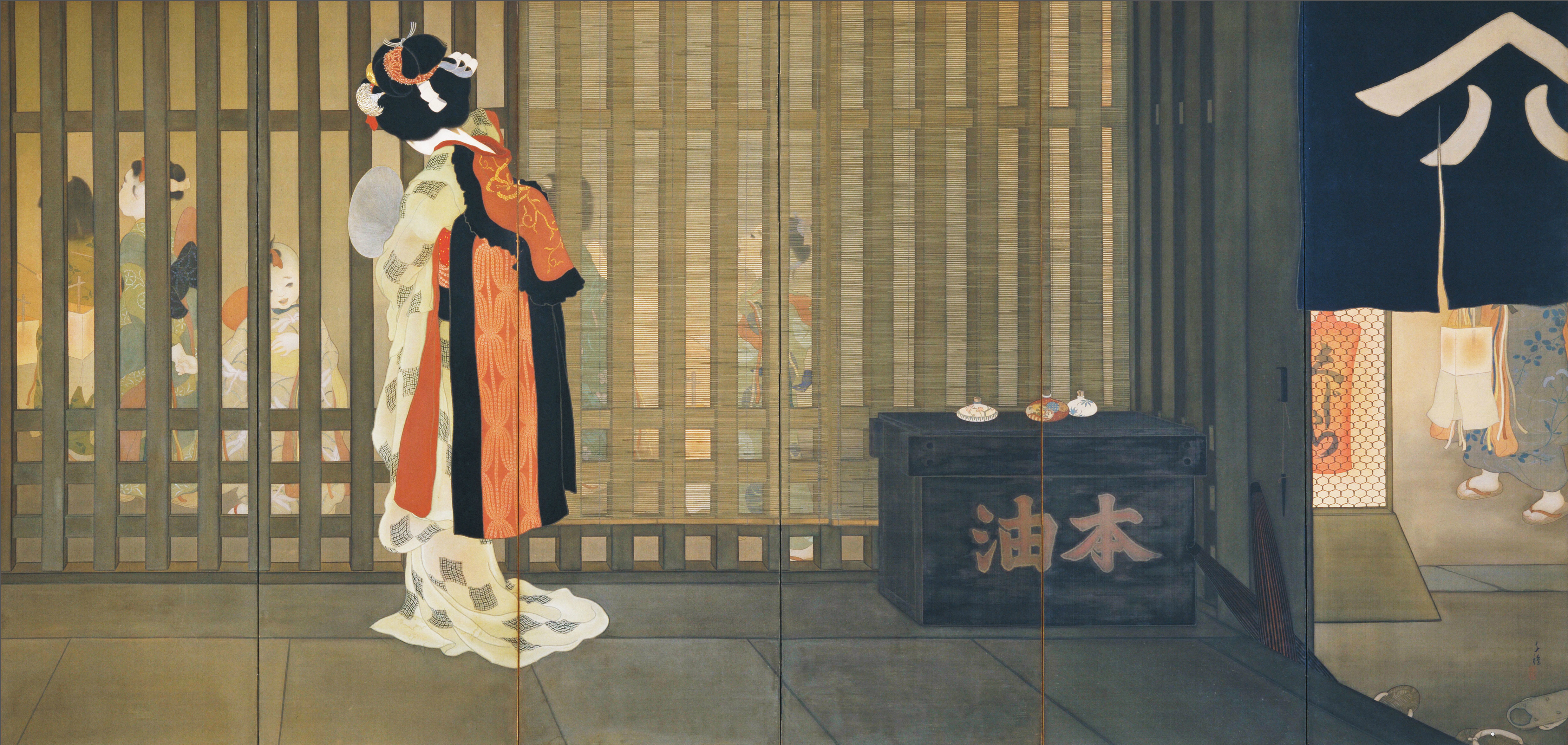
木谷千種 『をんごく』（1918年）
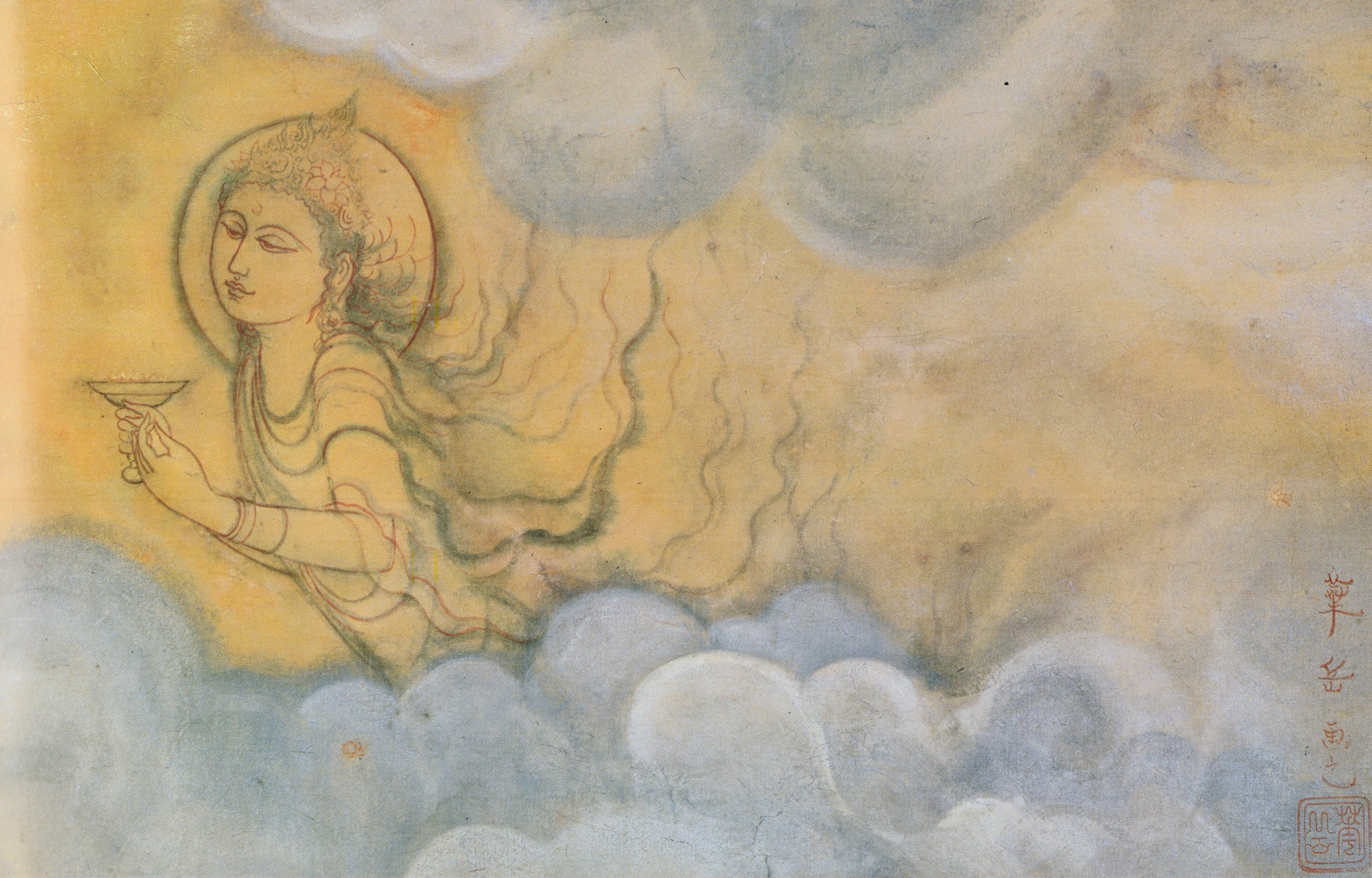
村上華岳 『 雲上散華之図』（1938年）

大阪中之島美術館は、デザイン作品・資料収集の一環として、大阪に集積する家電企業・住宅建材企業などの工業デザイン製品の「記憶」（黎明期・発展期の家電デザイン関係者のオーラルヒストリー）と「記録」（製品の情報）を蓄積・紹介する「インダストリアルデザイン・アーカイブズ研究プロジェクト」(IDAP)を推進している。2014年秋に、当時の大阪新美術館建設準備室・パナソニック株式会社・京都工芸繊維大学の産学官三者連携事業として始まり、後に他の企業や研究機関との協力関係を築くためにIDAPの推進母体として「インダストリアルデザイン・アーカイブズ協議会」を設置した。IDAPは戦後日本の工業デザインに関する記録や情報を収集しウェブで発信しているほか、シンポジウムなどを開催している。

## 沿革
1983年、佐伯祐三の絵を多数蒐集したコレクターで、山発産業2代目社長の山本發次郎の遺族が大阪市に佐伯の作品をはじめ、原勝四郎などの洋画家、白隠ら禅僧の墨蹟、インドネシア更紗などからなるコレクションを一括して寄贈した。これがきっかけとなり、1988年、市制100年を記念して大阪市立近代美術館建設計画が発表され、1989年に5年間で毎年30億円積み立てるという美術品取得基金が設置され、準備室が設置された1990年から本格的な作品購入が始まり、以後コレクションの形成が進んできた。本格的な収集に先立って1989年に19億3000万円で購入したモディリアーニの作品「髪をほどいた横たわる裸婦」は話題となり議論を呼んだ。その後、ジョルジョ・デ・キリコ『福音書的な静物』（4億2800万円）、サルバドール・ダリ『幽霊と幻影』（6億7800万円）、フランク・ステラ『ゲッティ廟（第１ヴァージョン）』（6億3000万円）をはじめ、基金をもとにした購入総額は150億円に上る。
山本發次郎コレクションの寄贈に続き、上村松園作品などを収集した実業家田中徳松のコレクション、山本發次郎コレクションの寄贈に触発され「佐伯やモディリアーニという、異国から来てパリで活動した作家の周辺を補完したい」とエコール・ド・パリの作品などを寄贈した画商・高畠良朋のコレクションが大阪市近代美術館準備室のコレクションに加わった。また2010年末に閉館したサントリーミュージアム天保山が保管していたポスターコレクションがサントリーより準備室に寄託された。
コレクションが充実したものの、展示する美術館の建設は進まなかった。当初から大阪市立近代美術館の建設用地は、中之島にある国立国際美術館北隣の大阪大学医学部跡地に絞られていた（阪大医学部の転出による中之島の活力低下を美術館の集客力で補うという意図による）。阪大医学部跡の国有地は160億円で大阪市が購入。1998年には近代美術館基本計画委員会が「近代美術館基本計画」の答申を行い、延床面積24,000平方メートルの建物を、敷地面積16,900平方メートルの土地に整備費280億円で建設する計画を発表。しかし、予定地から蔵屋敷跡が発掘されたことに加え、市が財政難に陥り建設費（約280億円）が捻出できず、計画は凍結状態となった。作品購入予算もゼロとなり、2004年（平成16年）からは購入自体が停止した。ただし作品の寄付や寄託はこれ以後も続いた。
2004年、出光美術館分館跡のスペースを「大阪市立近代美術館（仮称）心斎橋展示室」という名称で使用し所蔵品の展示を行ってきた。建設予定地だった中之島の土地は時間貸し駐車場となっていたが、2007年（平成19年）新年度予算案に約500万円を調査費として計上し、当初の事業計画を見直した上で約5年ぶりに建設に向けて事業が再開されることとなった。
平松邦夫市長時代の2010年には「近代美術館あり方検討委員会」が設置され、翌2011年には「大阪市立近代美術館整備計画（案）」が発表され、1998年の答申より規模は3分の2に縮小されることになった。しかし大阪府知事で大阪市長への出馬を目指していた橋下徹は2011年1月には「こんな金があったら小学校にクーラーを、中学生に給食を」「こんなことにストップをかけられないのが大阪市役所の現状だ」と当初は建設に反対し、2011年秋に新市長となると「しょぼい美術館ができたところで大阪の力は高まらない」と「大阪市立近代美術館整備計画」を白紙撤回。二重行政の廃止を主張する大阪維新の会には美術館も既存の美術館を廃止して新美術館に一元化し民間資金を導入するという意向があった。2012年11月25日には大阪市立近代美術館（仮称）心斎橋展示室は閉館している。
国有地を買った際、大阪市が一定年度までに美術館を建てなかったり美術館以外の用途に転用したりすると国に対して48億円の違約金が発生することになっていた。期限が迫る中、中之島の美術館構想の再起動が迫られ、三度目の計画作りが始まった。2013年には大阪市の戦略会議が中之島への新たな美術館の建設を決定し、その中で天王寺の市立美術館を中之島の新美術館に統合して、古代から現代までを扱う総合美術館とすることも検討された。しかし外部有識者を交えた検討会では、2つの美術館のコレクションの方向性の違い、市立美術館が戦前に開館した際に財界や市民から土地や作品など多くの寄贈を受けた経緯、市内の南北に2つの美術館があることの都市戦略上の意義などから統合に反対する意見が出たほか、統合により巨大化する中之島の美術館の建築費も問題となった。結果、美術館の統合は行わず経営のみを統合することとなったが、この過程で新しい美術館の建設準備室は「近代美術館建設準備室」から「大阪新美術館建設準備室」へと名称を変更していた。2016年8月には大阪新美術館の建築設計競技を実施し、2017年2月9日、集まった案の中から遠藤克彦建築研究所の設計案を最優秀案とし、設計と建設を開始した。2018年からは作品購入予算も復活した。
2018年には美術館名称の公募を実施し、10月18日に館名を「大阪中之島美術館」と決定し、2022年2月2日に開館した。

## 建築

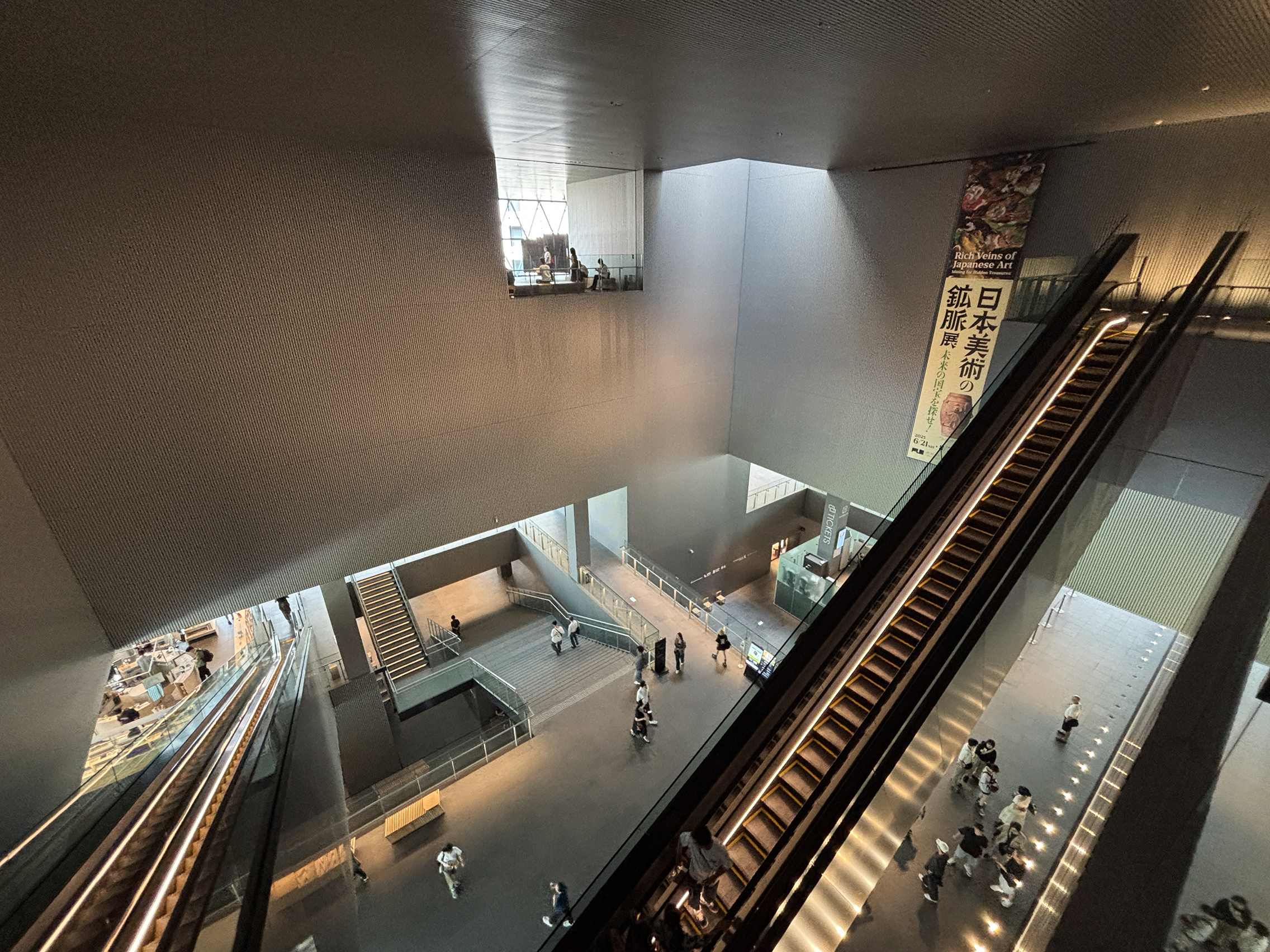
アトリウム

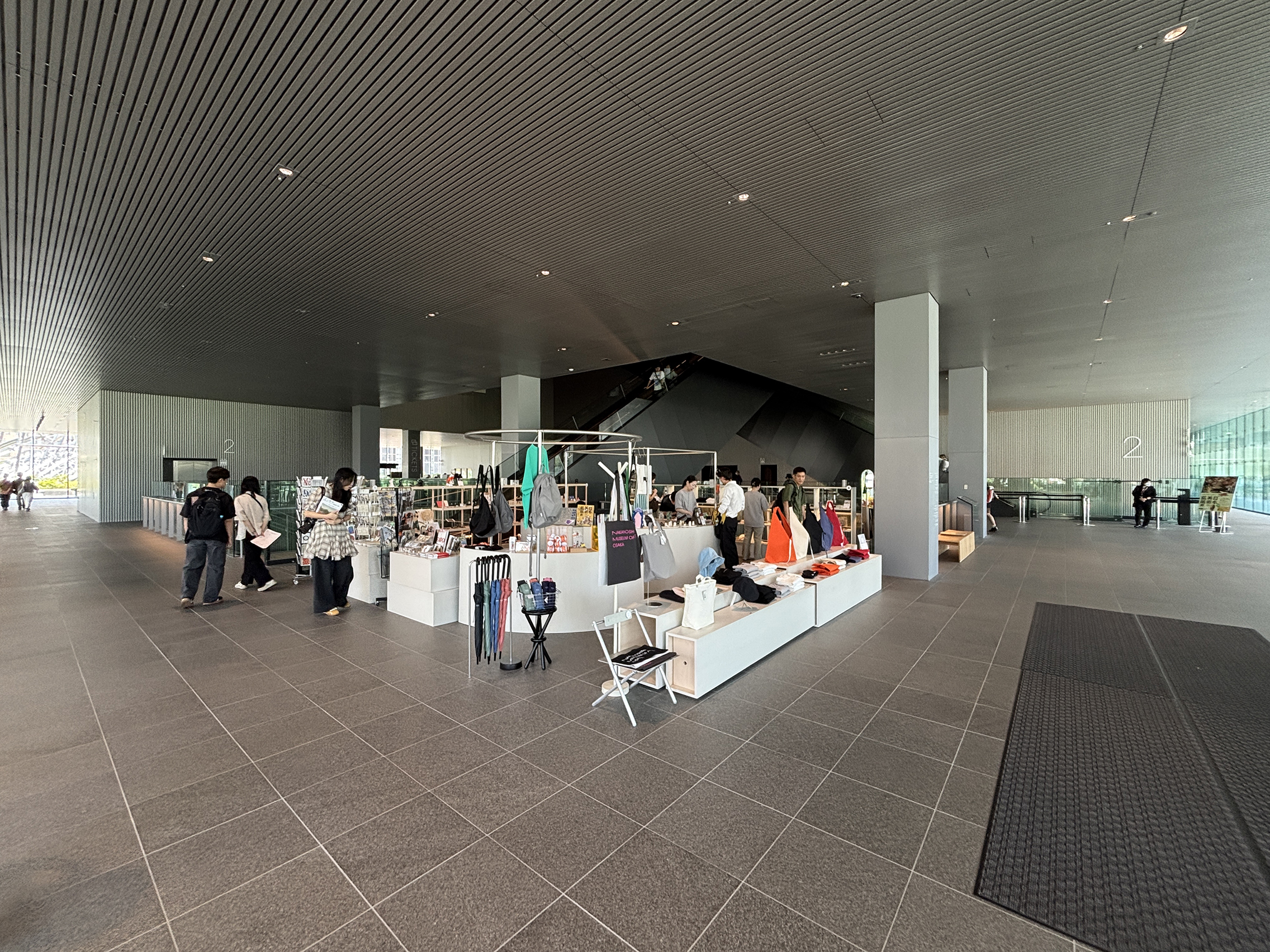
2階

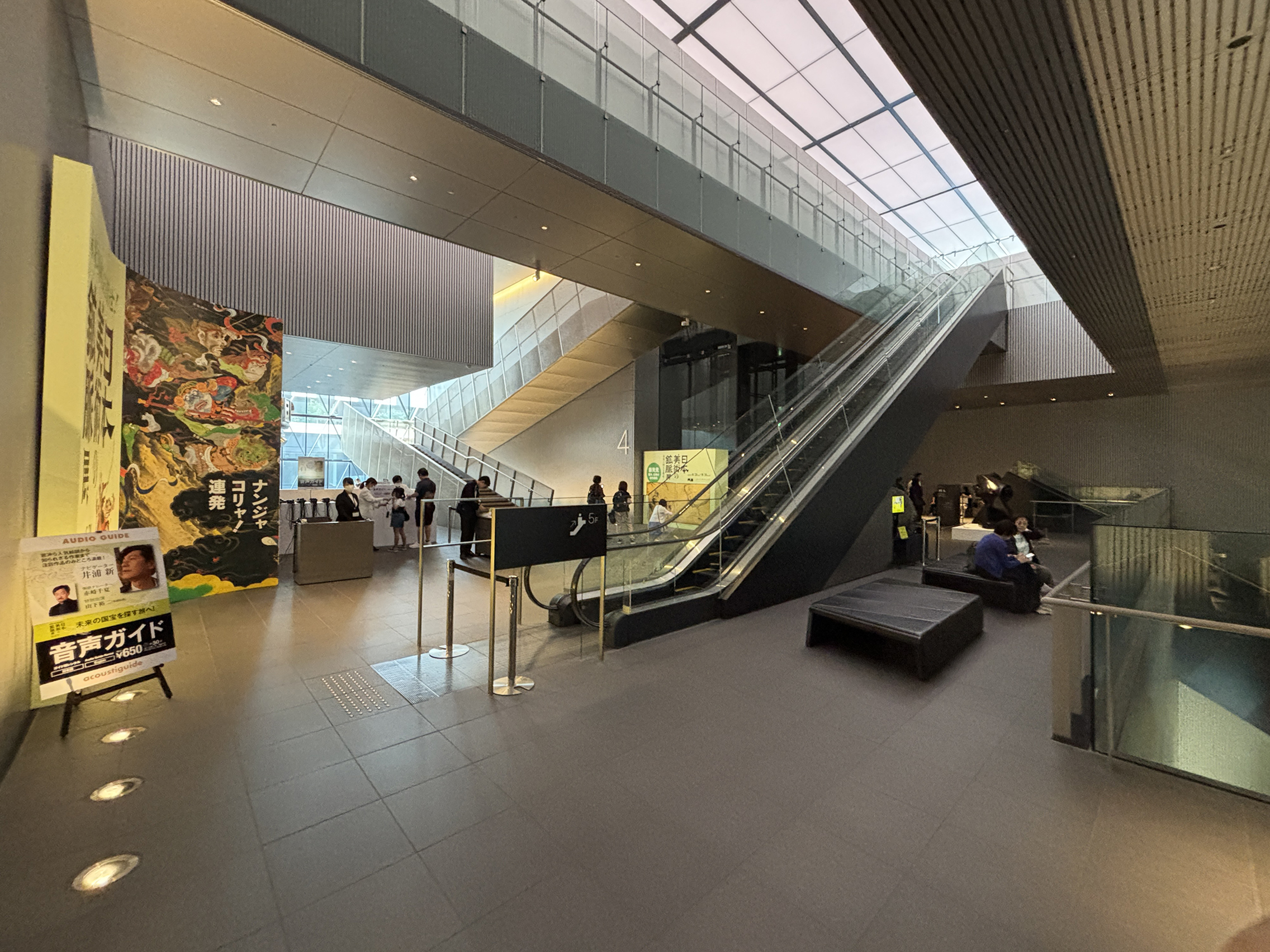
4階

### 概要
- 所在地：大阪府大阪市北区中之島4-3-1
- 設計監理：遠藤克彦建築研究所
- 施工：錢高・大鉄・藤木特定建設工事共同企業体
- 階数：地上5階
- 構造：鉄骨造　基礎免震
- 建築面積：6,680.56m2
- 延床面積：20,012.43m2

1・2階は都市に開かれた美術館として設計されており、2階レベルは約1000m2の芝生広場とペデストリアンデッキが設けられ、中之島四季の丘、国立国際美術館、中之島クロス、なにわ筋線中之島駅（仮称）と接続される。各方面からの人の流れを繋ぐべく、建築には「正面」を設定せず複数のエントランスを設けることで人々を多方面から受け入れる。前述の建築設計競技の要項であった「パッサージュ」と呼ばれるロビー空間が設けられ、展覧会入場者以外も自由に訪れられる空間としている。パッサージュは1階床から5階天井まで、高さ30.9mを貫く立体的かつ巨大な吹き抜けとなっている。
特徴的な黒の外壁は、色味を長期にわたって維持するために黒い骨材および黒の顔料を混ぜたプレキャストコンクリート版の表面をウォータージェット加工し、光を乱反射させることで実現した。
浸水リスクを加味して美術関係諸室は3階以上に配置、来訪者は2階から4階へと繋ぐエスカレーターで上がり、4・5階展示室を巡った後、再びエスカレーターで2階へ降りるという一筆書きの動線になっている。美術館棟は地震対策として1階床下を免震層とする基礎免震構造を採用し、芝生広場を支える耐震構造の駐車場棟との間をエキスパンションジョイントでつないでいる。

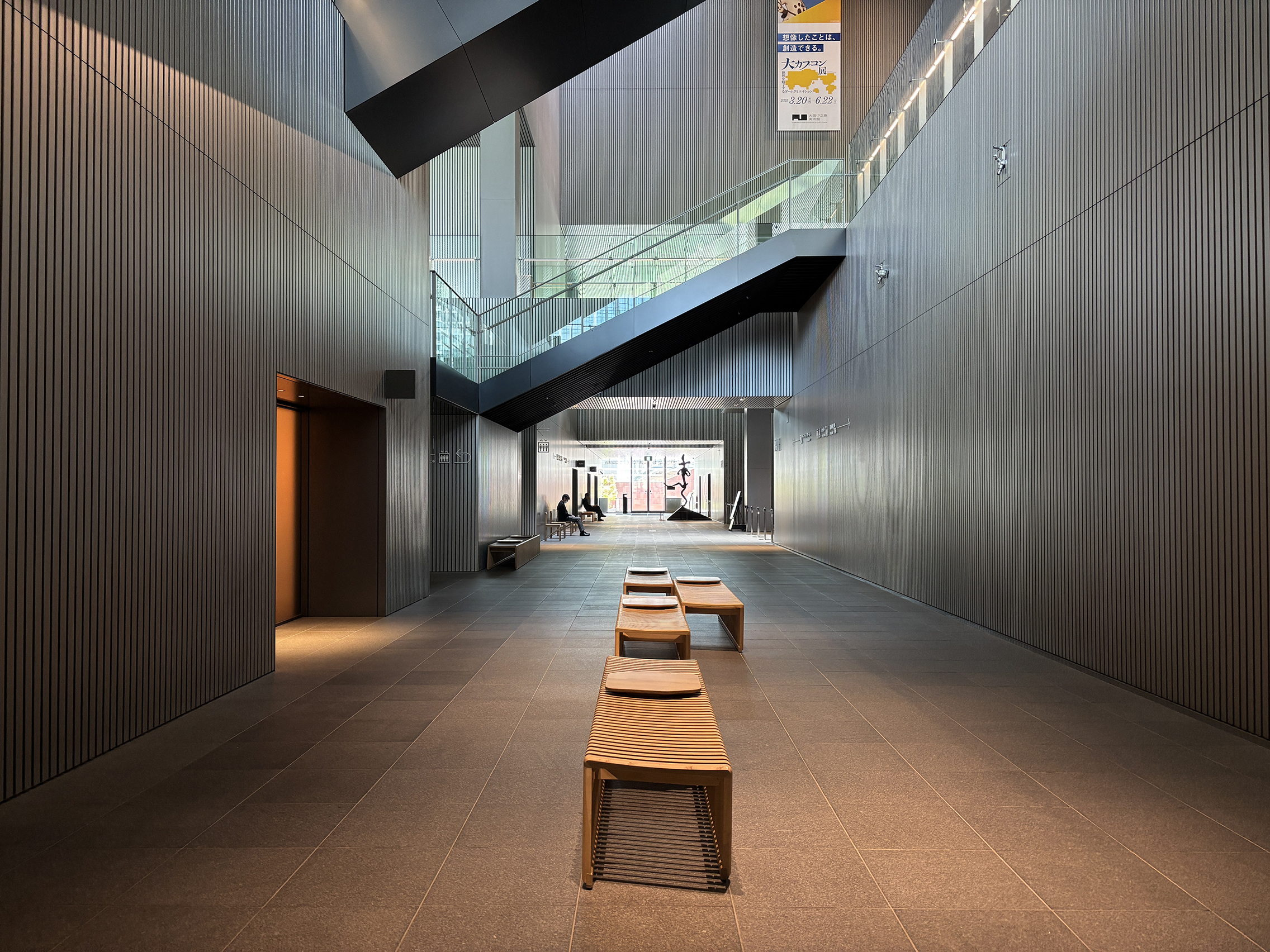
1階
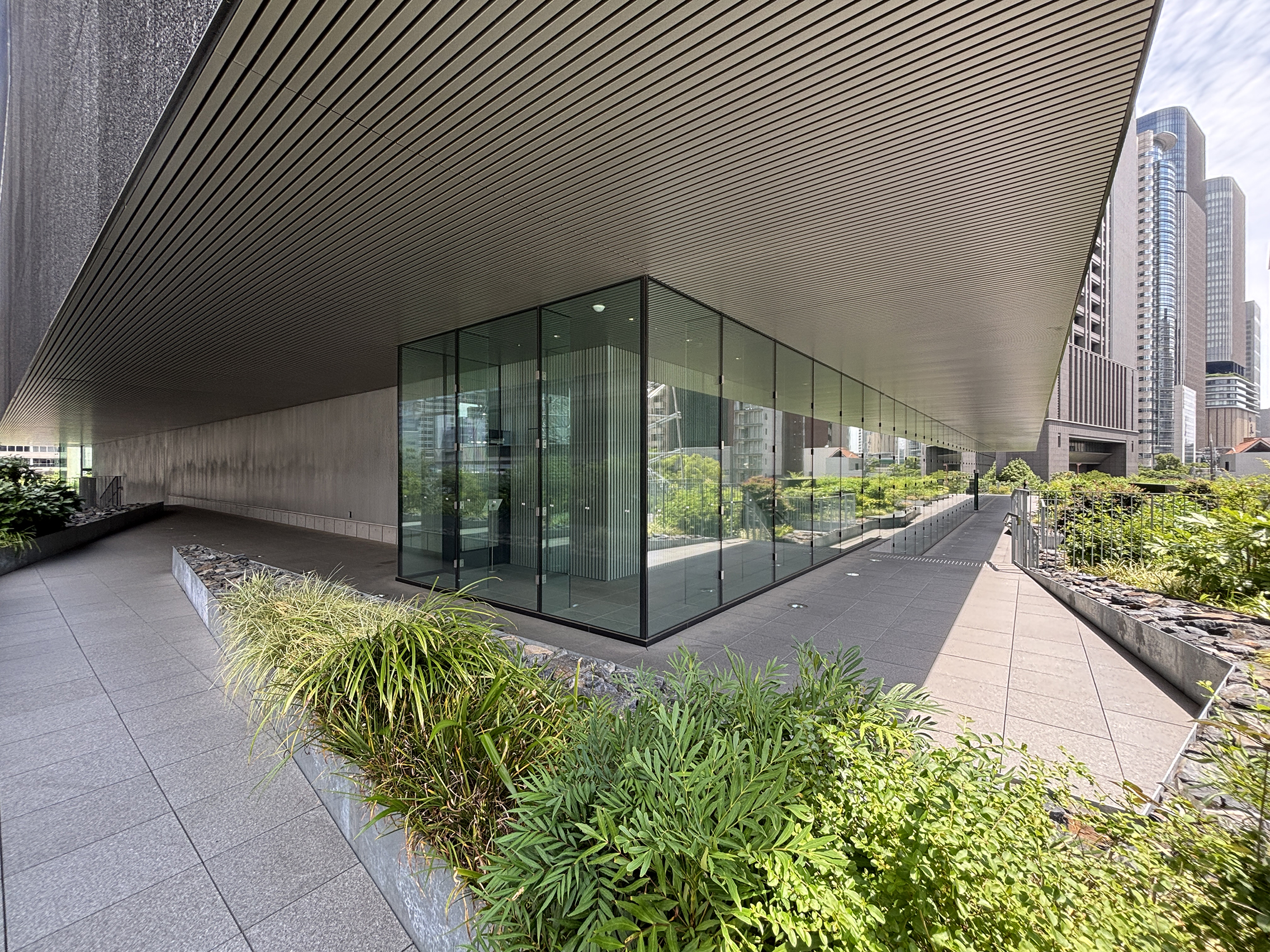
2階ペデストリアンデッキ
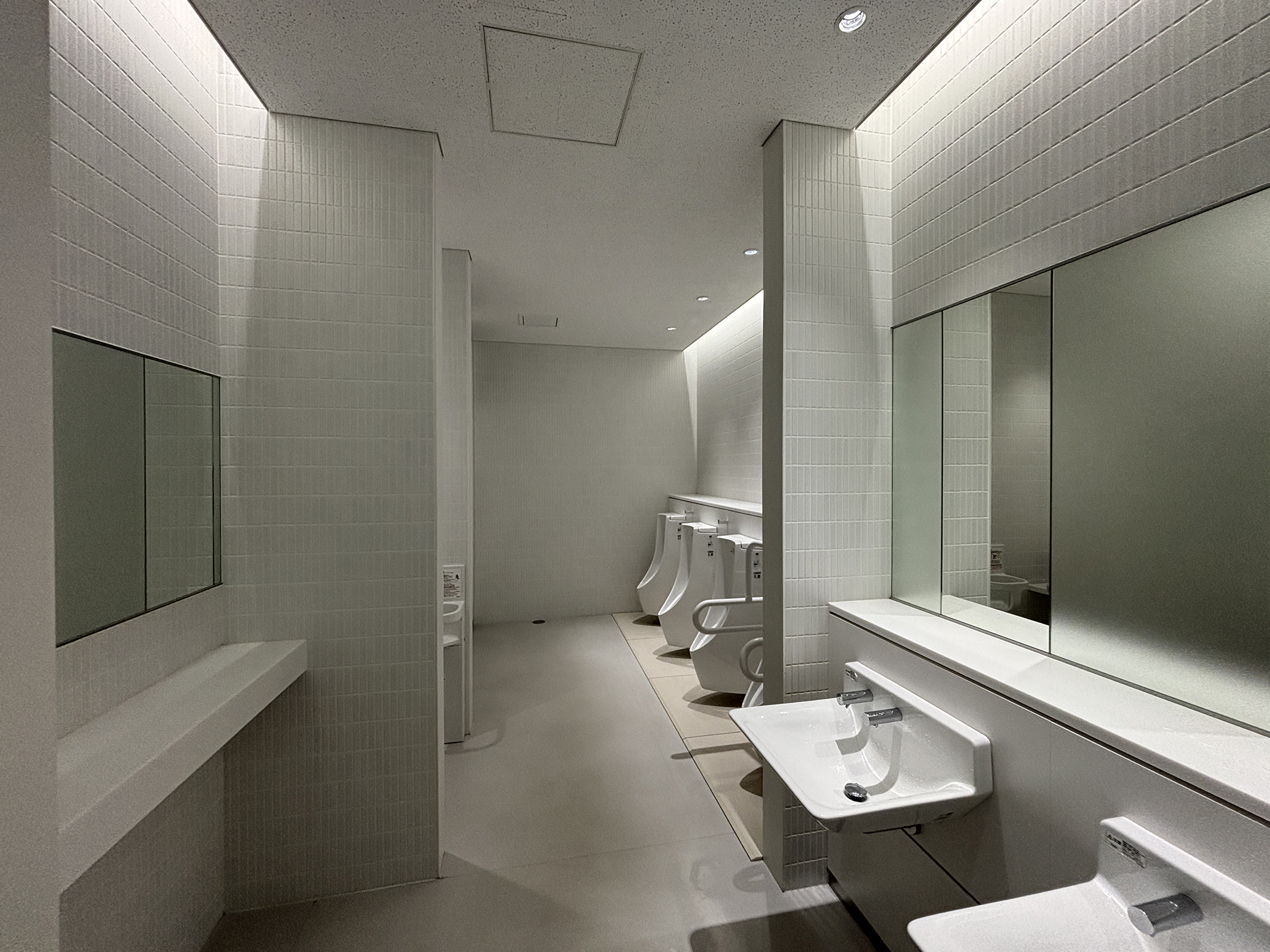
トイレ
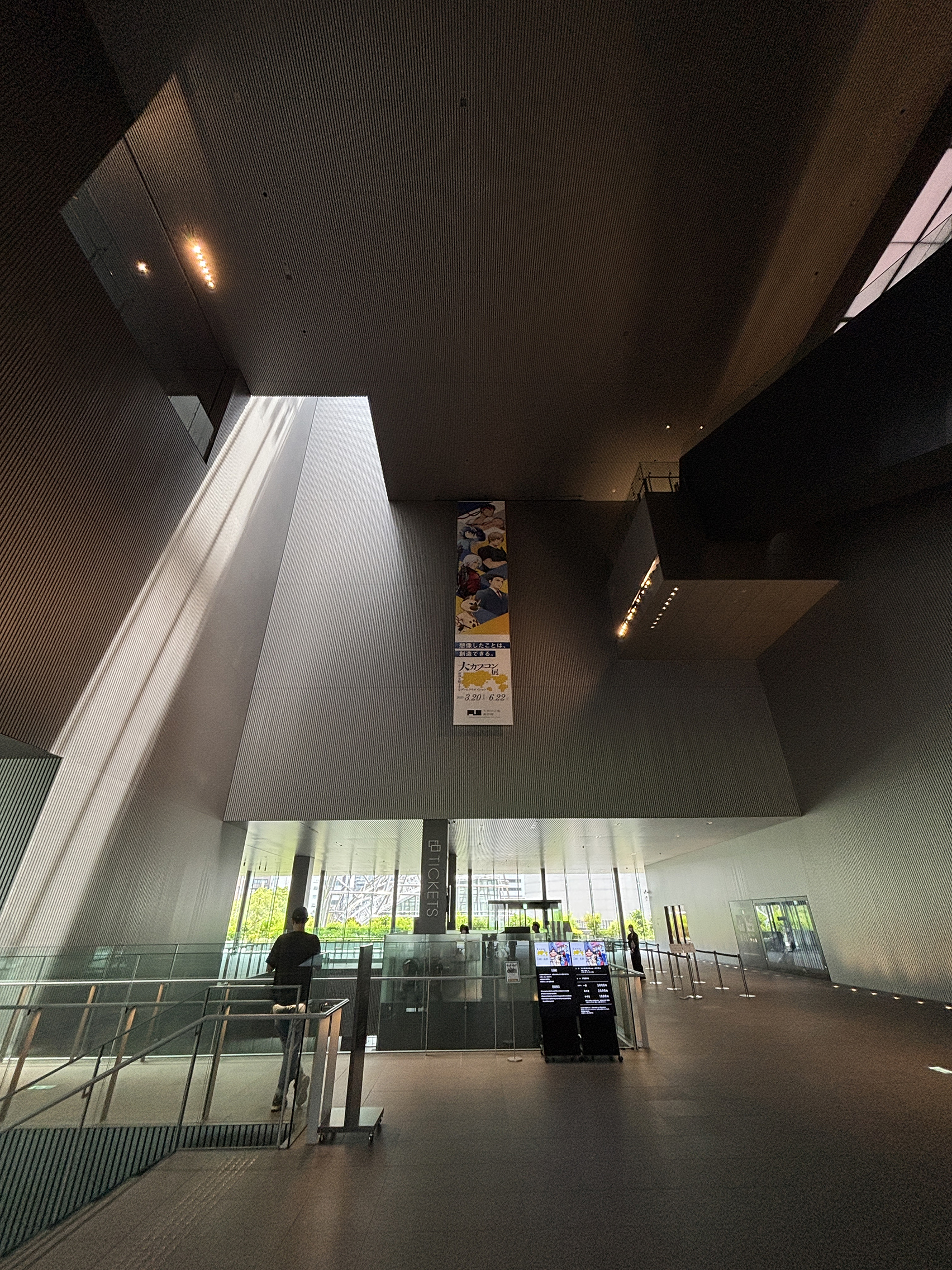
天井

## 運営
PFI法に基づく公共施設等運営事業「コンセッション方式」を日本の美術館として初めて導入した。2019年の地方独立行政法人大阪市博物館機構による募集手続きで株式会社朝日ビルディングが優先交渉権者に選定され、同社が2020年に設立した特別目的会社「株式会社大阪中之島ミュージアム」が美術館を運営する。この会社は美術館の建設費等は負担しないが、運営による赤字は負担する。館長や学芸員は大阪市博物館機構に雇用され、そこから株式会社大阪中之島ミュージアムに出向するという形をとる。学芸員の雇用、美術館の事業や企画展の継続性、美術品寄付者や寄託者との信頼関係などは、PFIなどとは違って運営期間に制限のない地方独立行政法人が永続的に関わることになる。